# میاسنیک مالخاسیان
میاسنیک ژورایی مالخاسیان (ارمنی: Մյասնիկ Ժորայի Մալխասյան؛ زادهٔ ۱۵ فوریهٔ ۱۹۶۱) یک سیاستمدار اهل ارمنستان است که از تاریخ ۱۹۹۵ تا تاریخ ۲۰۰۳ سمت نمایندگی دوره‌های اول و دوم مجلس ملی جمهوری ارمنستان را برعهده داشت.

## زندگی‌نامه
در ۱۵ فوریه ۱۹۶۱ در روستای تتوجور به دنیا آمد و از دانشگاه دولتی ایروانفارغ‌التحصیل شد. 